# Александров, Аркадий Борисович
Арка́дий Бори́сович Алекса́ндров (при рождении Аро́н Беню́менович А́йзман; 1898, Сороки, Бессарабская губерния — 1 декабря 1937, Ленинград) — советский учёный в области растениеводства.

## Биография
Родился в 1898 году в Сороках Бессарабской губернии, в еврейской  семье. Член ВКП(б) в 1918—1937 годах. В годы Гражданской войны служил в дивизии Г. И. Котовского. Окончил Сельскохозяйственную академию имени К. А. Тимирязева. В конце 1920-х годов — на партийной работе на Урале и на Украине. В начале 1930-х годов был дважды командирован в США для изучения опыта ведения сельского хозяйства. Был членом коллегии наркомата земледелия. В Москве жил в Вишняковском переулке, № 9, кв. 40. 
С 1935 года работал заместителем директора Всесоюзного института растениеводства Н. И. Вавилова по науке. 
Арестован по доносу аспиранта ВИРа Фёдора Фёдоровича Сидорова 5 июля 1937 года. Выездной сессией Военной коллегии Верховного суда СССР в Ленинграде 1 декабря 1937 года приговорён по ст. 587-8-11 УК РСФСР к высшей мере наказания. Расстрелян в Ленинграде 1 декабря 1937 года. Реабилитирован в 1956 году.
Соратник Николая Вавилова.

## Семья
Отец — Бенюмен Шаевич Айзман (?—1937), галантерейщик. Брат — Ефим Борисович Айзман (1895—1961).
Сын от первого брака — Александр.
Вторая жена — Софья Эммануиловна Ходос (1905, Минск — 1991, Москва), в последние годы жизни персональный пенсионер союзного значения; дочь Наталия (род. 1934).

## Публикации
- Социалистическое растениеводство: Сборник работ / Отв. ред. А. Б. Александров. — Л.: ВАСХНИЛ, 1936.
- Лиственница и её значение в народном хозяйстве СССР. Труды по прикладной ботанике, генетике и селекции / Отв. ред. А. Б. Александров. — Л.: ВАСХНИЛ, 1936.

## Адреса
- Ленинград, ул. Герцена, д. 44, кв. 11[3].